# Liza Simmerlein
Liza Simmerlein (* 1991 in Hamburg) ist eine deutsche Schauspielerin und Synchronsprecherin.

## Leben und beruflicher Werdegang
Liza Simmerlein ist in Hamburg geboren und aufgewachsen. Seit ihrer Kindheit steht sie auf der Bühne, so spielte sie zum Beispiel in einer Kindertheatergruppe oder beim Jugendclub „Backstage“ im Deutschen Schauspielhaus Hamburg.
Nach dem Abitur besuchte sie die Freie Schauspielschule Hamburg, wo sie 2014 ihren Abschluss mit besonderer Auszeichnung machte. Während des Studiums drehte sie unter anderem einen Kurzfilm für die EMBA und einen Werbespot. Nach ihrem Schauspielstudium führten sie diverse Engagements an verschiedene Bühnen. Zu ihren Stationen zählen die Kreuzgangspiele Feuchtwangen, das Theater Paderborn, die Landesbühne Niedersachsen Nord und in Hamburg das St. Pauli Theater, das Altonaer Theater und das Ernst Deutsch Theater.
Seit 2018 ist Liza Simmerlein zudem als Synchronsprecherin und Sprecherin für Hörspiele und Dokumentationen in Hamburg, Berlin und Potsdam tätig. Zu hören ist sie z. B. in PAW Patrol, Die Drei !!!, League of Legends, Betty in New York oder Die Libelle.
An dem 2021 erschienenen Animationsfilm Die Olchis – Willkommen in Schmuddelfing war Liza Simmerlein als Production Assistant beteiligt.